# Manuel Sánchez Palacios
Manuel Sánchez-Palacios Paiva (n. Lima, 29 de julio de 1935) es un abogado y exmagistrado peruano.

## Biografía
Hijo del exdiputado Manuel Sánchez Palacios y Alicia Paiva del Águila.
Realizó sus estudios escolares en el Colegio Maristas de San Isidro y en el Colegio Markham de Miraflores.
En 1954 ingresó a la Pontificia Universidad Católica del Perú, en la cual estudió Derecho y recibió el título de Abogado en 1961. Cursó estudios de Doctorado de Derecho Privado en la misma casa de estudios.
En 1965 ingresó a trabajar al Departamento Legal de Mutual Perú, en la cual llegó a ser Jefe del Departamento. Renunció a la institución en 1974.
En agosto de 1979, reingresó a Mutual Perú como asesor de la Gerencia General. En 1984 fue nombrado Gerente Legal y luego Gerente Central, y en 1985, fue nombrado Gerente General, cargo que desempeñó hasta enero de 1986. 
Se ha desempeñado como profesor en la Pontificia Universidad Católica del Perú, en la Universidad Nacional Mayor de San Marcos y en la Universidad de Lima.

### Carrera Judicial
De 1977 a 1989 fue Vocal Suplente de la Corte Superior de Justicia de Lima, cargo que ocupó también de 1990 a 1992.
En 1992 fue nombrado Vocal Supremo Provisional, cargo al que juró el 28 de abril de 1992. Fue ratificado como Vocal Supremo por el Congreso Constituyente Democrático en marzo de 1993.
En diciembre de 1993 fue nombrado Vocal Titular de la Corte Suprema de Justicia. Fue ratificado en el cargo por el Consejo Nacional de la Magistratura en mayo de 2001.
De 1993 a 1995 fue Presidente de la Academia de la Magistratura, cargo que ocupó también de 2009 a 2011.
En 2007 fue elegido Presidente de la Sala de Derecho Constitucional permanente.
Fue Presidente del Comité de Ética del Poder Judicial de 2011 a 2012.
Fue Presidente de la Sala de Derecho Civil Permanente de la Corte Suprema de Justicia.
En 2010 fue cesado por límite de edad.
En 2019 fue propuesto por el partido Acción Popular como candidato al Tribunal Constitucional. Sin embargo, el 30 de setiembre se llevó a cabo la votación, en la cual Sánchez Palacios no alcanzó los dos tercios requeridos para su nombramiento como magistrado.

### Jurado Nacional de Elecciones
De 1986 a 1989 fue miembro titular del Jurado Nacional de Elecciones, elegido por el Colegio de Abogados de Lima.
El 3 de noviembre de 2000, fue elegido presidente del Jurado Nacional de Elecciones. Como tal, tuvo a cargo el proceso de las elecciones generales de 2001 y las elecciones regionales y municipales de 2002.

## Publicaciones
- El Recurso de Casación Civil (1999)
- El Ocupante Precario, doctrina y jurisprudencia (2003)

## Reconocimientos
- Orden Peruana de la Justicia, en el grado de Gran Cruz.